# Aleška
Aleška je žensko osebno ime.

## Izvor imena
Ime Aleška je različica ženskega osebnega imena Aleša.

## Pogostost imena
Po podatkih Statističnega urada Republike Slovenije je bilo na dan 31. decembra 2007 v Sloveniji število ženskih oseb z imenom Aleška: 34.

## Osebni praznik
Osebe z imenom Aleška lahko godujejo takrat kot osebe z imenom Aleša.